# Ben Emelogu
Benjamin Emelogu II (ur. 24 listopada 1994 w Dallas) – amerykański koszykarz występujący na pozycjach rzucającego obrońcy lub niskiego skrzydłowego, obecnie zawodnik Awtodor Saratów.
26 lipca 2018 został zawodnikiem Arki Gdynia. 3 sierpnia przestał być zawodnikiem Arki, ponieważ nie mógł stawić się w klubie w określonym czasie, a władze dokonały weryfikacji dokumentacji medycznej.
27 lipca 2019 dostał kolejną szansę na grę od Arki Gdynia. 18 lutego 2020 opuścił klub.
14 sierpnia 2020 dołączył do rosyjskiego Awtodoru Saratów.

## Osiągnięcia
Stan na 15 sierpnia 2020, na podstawie, o ile nie zaznaczono inaczej.
NCAA
- Uczestnik turnieju NCAA (2015, 2017)
- Mistrz:
  - turnieju konferencji American Athletic (AAC – 2015, 2017)
  - sezonu regularnego konferencji AAC (2015, 2017)
- Najlepszy rezerwowy konferencji AAC (2017)